# Tonkinacris damingshanus
Tonkinacris damingshanus är en insektsart som beskrevs av Li, Lu, Jiang och Meng 1991. Tonkinacris damingshanus ingår i släktet Tonkinacris och familjen gräshoppor. Inga underarter finns listade i Catalogue of Life.